# August Riedel
Pour les articles homonymes, voir Riedel.
Johann Friedrich Ludwig Heinrich August Riedel est un peintre bavarois né à Bayreuth le 25 décembre 1799 et mort à Rome le 6 août 1883.

## Biographie
Fils de l'architecte Karl Christian Riedel (de), August Riedel suit à partir de 1820 les cours de l'Académie des beaux-arts de Munich où il montre des dispositions particulières pour la couleur. Ses difficultés avec Peter von Cornelius le conduisent à Dresde où il se familiarise avec les maîtres anciens. En 1828, il part pour l'Italie où il s'installe définitivement en 1832 et où il développe encore son sens aigu de la couleur. Il fait partie, dans sa jeunesse, du mouvement nazaréen puis, dans ses années de maturité, de l'Académie San Luca. Précurseur des « Romains allemands » représentés par Anselm Feuerbach, il a une réputation de portraitiste sensible et est particulièrement remarqué pour ses scènes de genre folkloriques caractérisées par leur luminosité. Il connaît un discret succès en Allemagne dans le milieu du XIXe siècle. Ses œuvres sont exposées à la Neue Pinakothek de Munich et à la Alte Nationalgalerie de Berlin. Il est jusqu'à sa mort professeur à l'Académie San Luca de Rome.

À l'époque de son séjour romain de l'automne 1852, Paul Heyse le décrit ainsi : 

« Degli artisti più vecchi [n.d.r. incontrati a Roma] devo ancora menzionare Riedel, il cui atelier si trovava in via Margutta, munito su tre lati di finestre, attraverso le cui tende, aperte a metà o del tutto, potevano filtrare i raggi del sole, ora più ora meno, sempre esattamente nella giusta intensità richiesta di volta in volta dal pittore, per dar luce trasparente a una guancia, a una nuca, o anche soltanto al lobo di un orecchio. […] Quest'uomo magnifico, totalmente romanizzato, era un artista completo, dalle cui opere si poteva trarre una vera gioia. Io mi sono anche rallegrato per qualche piacevole ora trascorsa nel suo studio, dal quale si godeva una magnifica vista sul Pincio; ho goduto del suo conversare sincero e intelligente, mentre i suoi canarini volavano, cantando e cinguettando da un cavalletto all'altro. »

— Paul Heyse
À sa mort, ses « amici e colleghi in arte », comme on peut le lire dans l'épigraphe, lui érigent au cimetière du Testaccio un haut catafalque, d'où son portrait doré reçoit encore toute la lumière possible.

## Distinction
Médaille de l'ordre bavarois de Maximilien pour la science et l'art (1863) 

## Œuvre

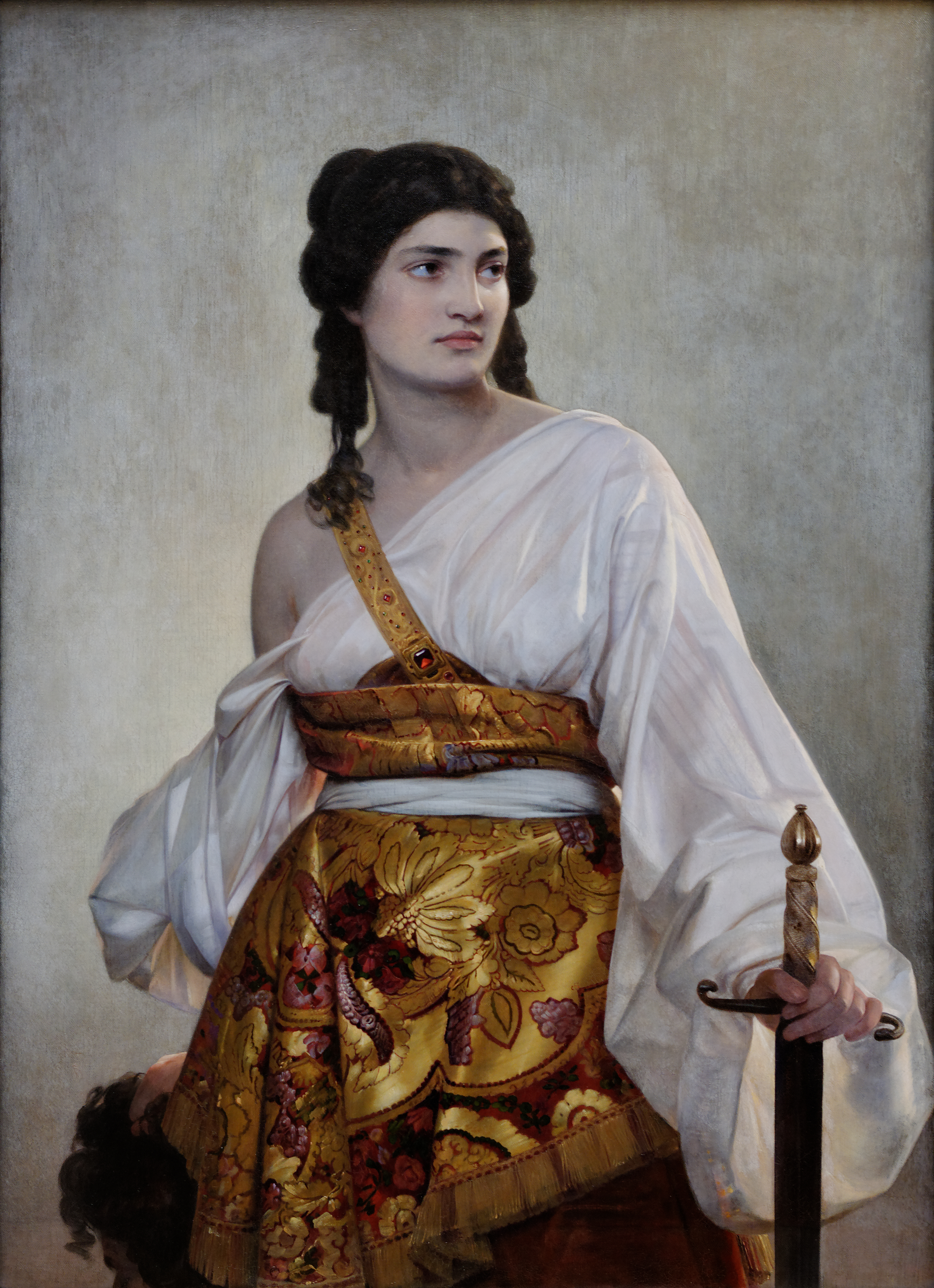
Judith (1840), Neue Pinakothek (Berlin)
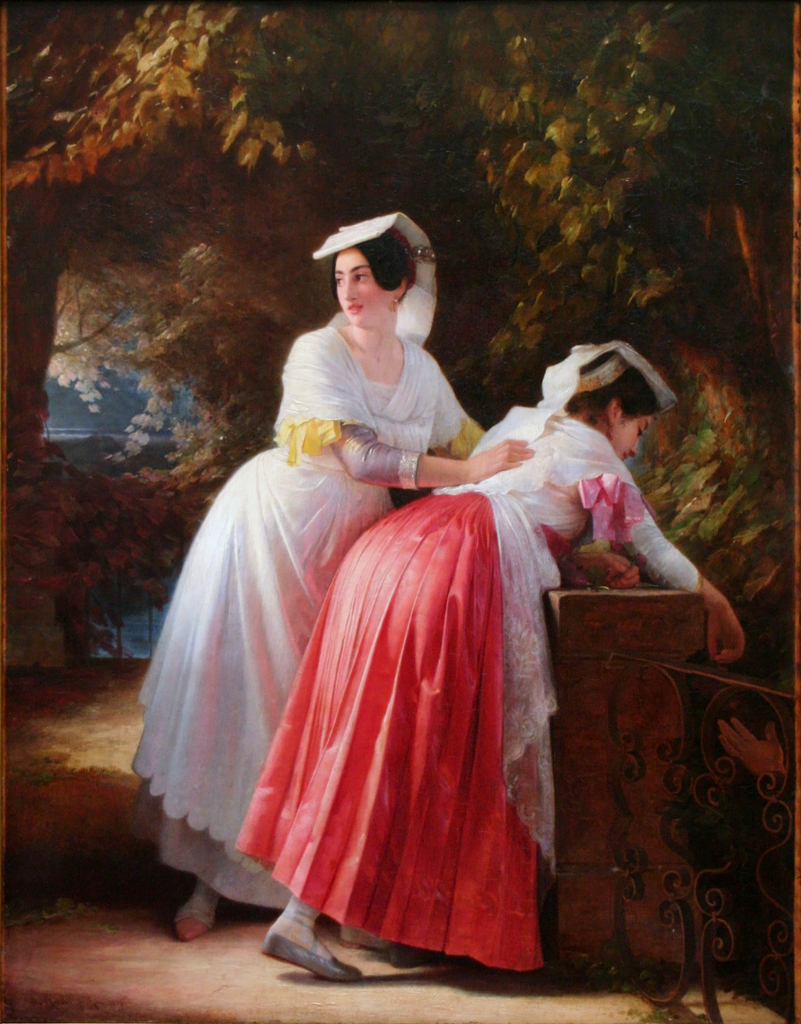
Femmes d'Albano
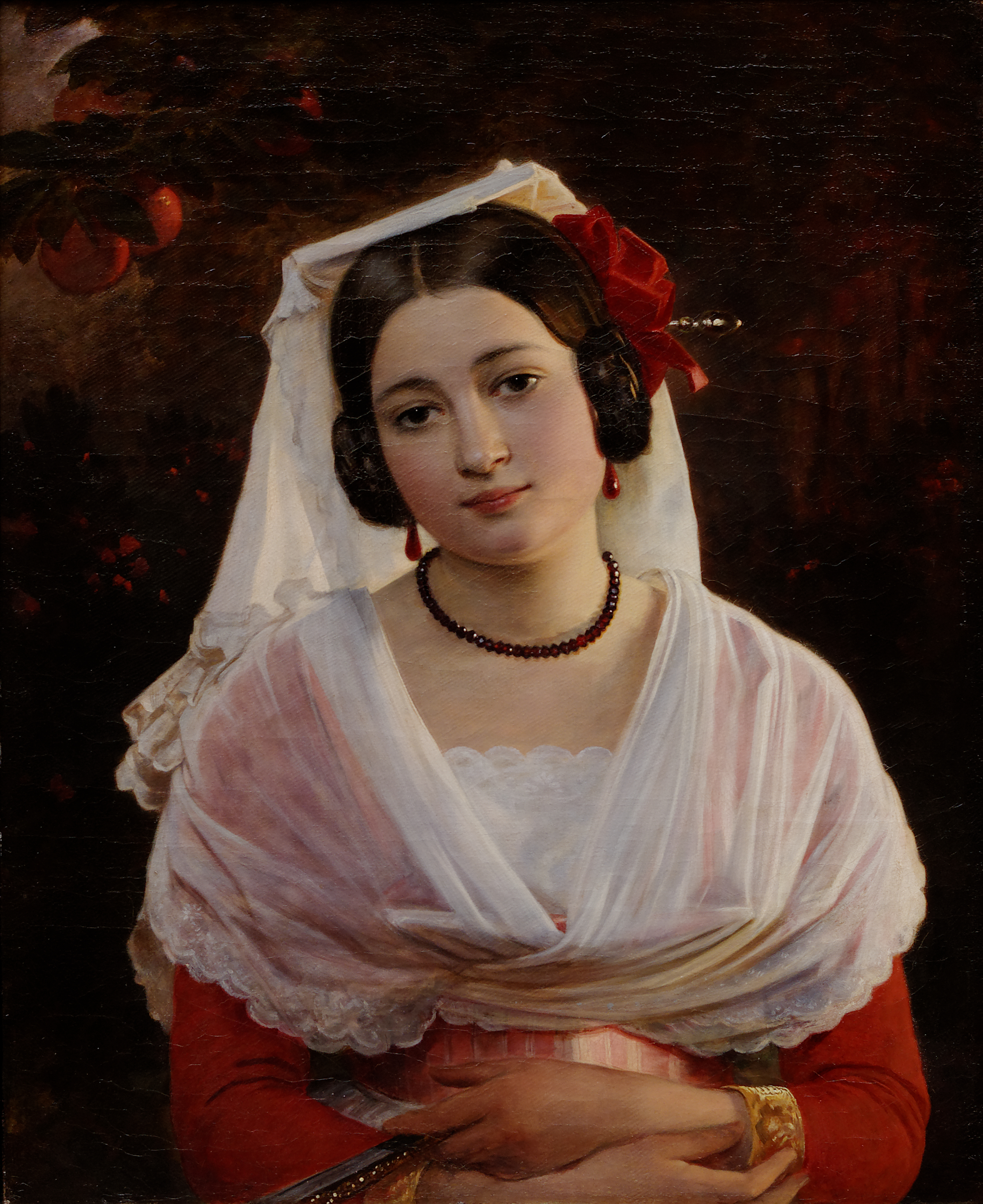
Felice Berardi d'Albano
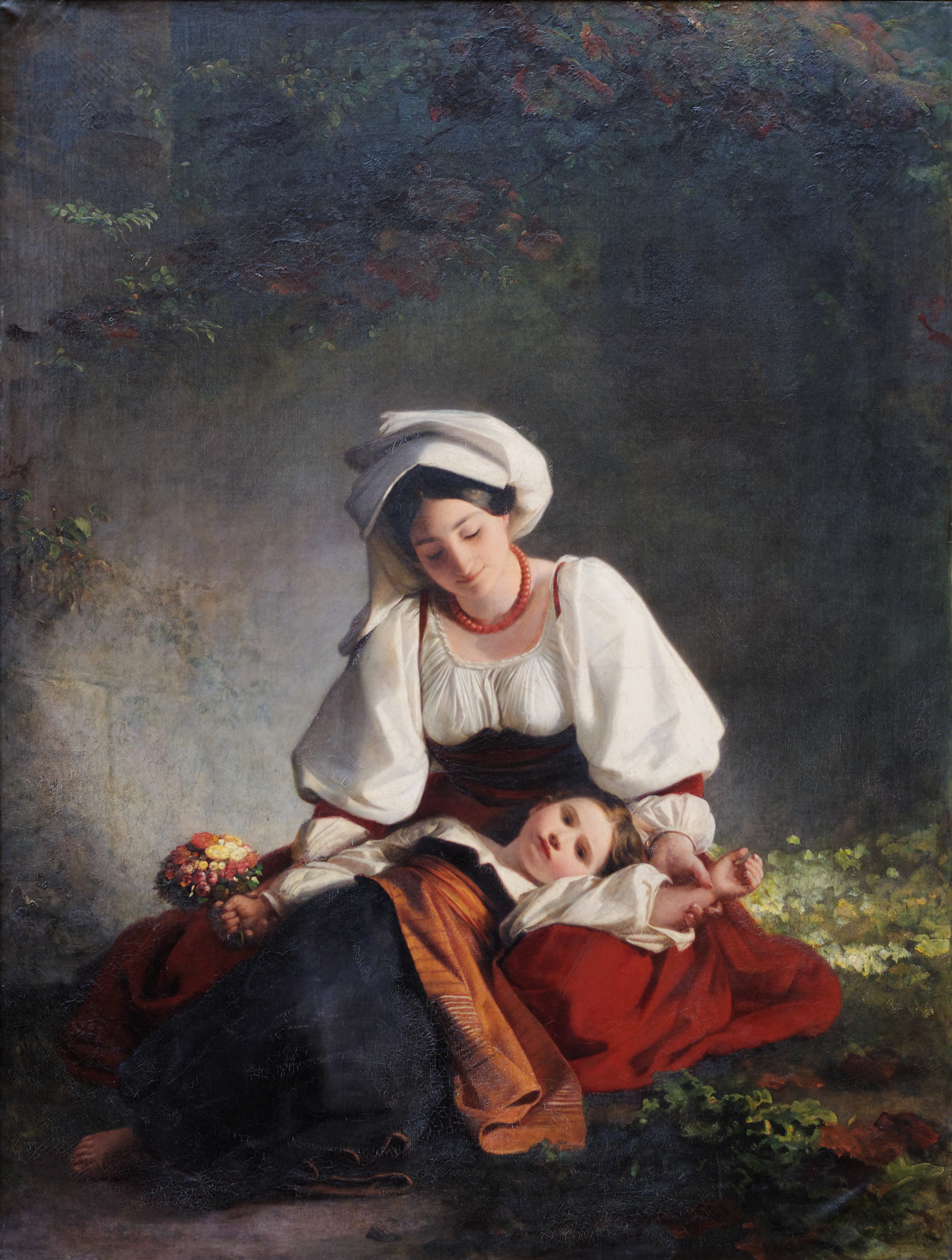
Une mère d'Alvito
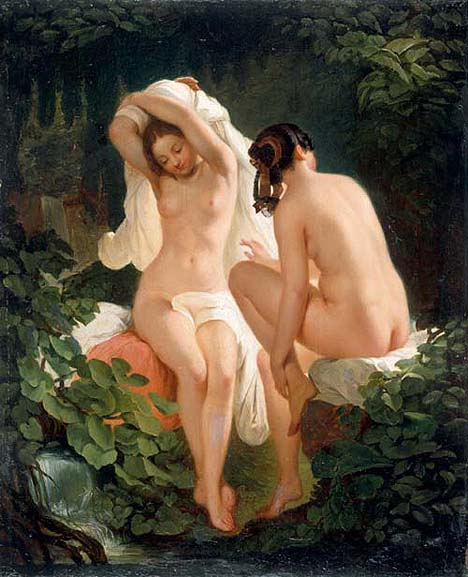
Jeunes filles au bain